# Casa Ramon Enrich i Tudó
La Casa Ramon Enrich i Tudó és una obra eclèctica d'Igualada (Anoia) protegida com a Bé Cultural d'Interès Local.

## Descripció
Edifici de planta baixa i dos pisos amb la façana dividida en tres franjes horitzontals i dos verticals clarament diferenciades. Planta baixa, dividida en semisoterrani i entresòl, molt ornamentada. Té tres pilastres coronades per capitells amb elements vegetals i unes petites volutes. A la planta primera destaca una tribuna, també molt ornamentada amb uns interessants elements de vidre i de ferro a les baranes. Coronament en el que apareixen elements de trencadís i garlandes vegetals.